# Nalježići
Nalježići (cyr. Наљежићи) – wieś w Czarnogórze, w gminie Kotor. W 2011 roku liczyła 129 mieszkańców.